# Benvenuti a Ketam City
Benvenuti a Ketam City (conosciuto anche come Ketam-City) è l'album di debutto del rapper italiano Ketama126, pubblicato dall'etichetta discografica indipendente Smuggler's Bazaar il 22 giugno 2015.

## Tracce
1. 4:20 (feat. Franco126) – 2:53 (testo: Piero Baldini, Federico Bertollini – musica: Drone126)
2. Banglarap (feat. Masud e Wankers) – 4:56 (testo: Baldini, Masud, Carlo Coraggio, Giovanni de Cataldo – musica: Drone126)
3. Kabobo (feat. Mr. P) – 3:18 (testo: Baldini, Simone Ottavi – musica: Ketama126)
4. Hostes (feat. Enphashishi') – 2:38 (testo: Baldini, Cataldo – musica: Il Tre)
5. Niente nuovi amici (feat. Franco126) – 3:40 (testo: Baldini, Bertollini – musica: Ketama126)
6. Pezzi (feat. Side Baby) – 3:31 (testo: Baldini, Arturo Bruni – musica: Ketama126)
7. La bocca della verità – 2:28 (testo: Baldini – musica: Drone126)
8. Pelle bianca (feat. Asp126) – 3:08 (testo: Baldini, Luciano Nardoni – musica: Il Tre)
9. Il mistero della Sfinge (feat. Pretty Solero) – 3:10 (testo: Baldini, Sean Michael Loria – musica: Ketama126)
10. Quello che c'ho – 2:40 (testo: Baldini – musica: Nino Brown)

## Formazione
Musicisti
- Ketama126 – voce
- Franco126 – voce aggiuntiva (tracce 1 e 5)
- Masud – voce aggiuntiva (traccia 2)
- Wankers – voci aggiuntive (traccia 2)
- Mr. P – voce aggiuntiva (traccia 3)
- Enphashishi' – voce aggiuntiva (traccia 4)
- Side Baby – voce aggiuntiva (traccia 6)
- Asp126 – voce aggiuntiva (traccia 8)
- Pretty Solero – voce aggiuntiva (traccia 9)

Produzione
- Ketama126 – produzione (tracce 3, 5, 6 e 9), missaggio, registrazione
- Drone126 – produzione (tracce 1, 2 e  7)
- Il Tre – produzione (tracce 4 e 8)
- Nino Brown – produzione (traccia 10)